# R-36M
El R-36M (en ruso: Р-36М, designación GRAU: 15A14 y 15A18, designación OTAN: SS-18 Satan o Voivoda) es un Misil balístico intercontinental pesado ruso. El R-36M es el desarrollo del misil R-36 introducido en 1974 en su Modelo 1, y es un misil balístico intercontinental pesado de cuarta generación, que cuenta con un motor de dos etapas de combustible líquido. Llamado por los soviéticos RS-20, esta arma es el misil más grande en servicio de toda la historia, un arma con gran alcance y precisión, haciéndolo muy efectivo en su papel contra silos misilísticos enemigos, instalaciones de comando y comunicaciones, que suelen ser subterráneas. A partir de 2023 empezó a ser reemplazado por el nuevo RS-28 Sarmat, llamado en Occidente SS-30 Satan-2.

## Historia
El Modelo 2 siguió en construcción en 1976. Esta variante tenía un bus de postempuje controlado por computadora, con 8 o 10 MIRV. El Modelo 3 fue presentado un año más tarde, y ofrecía un alcance más largo y mayor precisión, que las del Modelo 1 con una cabeza de guerra de menor potencia.
El Modelo 4 fue presentado en 1979, y es un derivado del Modelo 3, con más precisión y un bus de postempuje mejorado. Lleva un total de 14 MIRV, siendo cuatro de ellos señuelos, es el misil ICBM de mayor capacidad ofensiva desarrollado en la Unión Soviética, con un nuevo vehículo de transporte múltiple MIRV, que lanza los conos nucleares desde su parte posterior, y sirvió como modelo, para posteriores diseños de misiles ICBM de la Unión Soviética y Rusia.
Entre 1980 y 1981 este misil reemplazó totalmente al anterior misil ICBM SS-9, desplegándose un total de 308 unidades en la Unión Soviética. A mediados de este año el número de R-36M en servicio era de 26 unidades del modelo 1 y 3, además de 162 del modelo 2 y 120 del modelo 4. Los modelos 3 y 4 del R-36M, además de los SS-19 más modernos, pueden destruir los objetivos más protegidos de los Estados Unidos y Europa, incluidos los silos de los misiles ICBM Minuteman. La precisión aumentada, además de la potencia de las cabezas nucleares de muchos megatones, podían destruir gran parte del arsenal de misiles ICBM estadounidense.
El último desarrollo, el Modelo 5, fue puesto en servicio a mediados de los 80s y todavía no se sabe mucho de él, pero se cree que tiene un alcance de 9.000 km con un bus de postempuje que lleva 10 Mirvs de 750 kilotones o un cono RV simple termonuclear de 1 megatón, este misil ICBM todavía es operativo en Rusia.
A principios de 2015 se espera que su sucesor sea el nuevo Sarmat, previsto para entrar en servicio en el año 2020.

## Despliegue
Antes de la fragmentación de la Unión Soviética se desplegaron cerca de 308 misiles ICBM R-36M en silos reforzados de los polígonos de Kartaly, Dombarovski, Imeni, Gastello, Alejsk, Zangiz Tobe y Uzur. Después de esto, en Rusia, 204 se localizaban en varios territorios de la federación Rusa, y 104 en el nuevo estado independiente de Kazajistán. En los años siguientes, hubo muchas reducciones en la cantidad de misiles ICBM hasta llegar a un número de 154 silos de R-36M para cumplir con el tratado START I que fueron firmados en la Unión Soviética y Estados Unidos, y serían de aplicación futura en forma programada. Todos los misiles en Kazajistán fueron desactivados y sus silos destruidos en 1995, a cambio de ayuda económica.
Se cree que se desplegó este potente misil ICBM también en los polígonos de lanzamiento de Kartaly, Dombarovski, Imeni, Gastello, Alejsk, Zangiz Tobe y Uzur. Los primeros acuerdos aprobaban su instalación en números "reducidos" (unos 300 aproximadamente), capaces sin embargo de destruir el planeta varias veces. Como bien lo dice el nombre dado por la OTAN Satán, este misil es uno de los peores enemigos de la humanidad entera:

«Chernobyl nos mostró la verdadera naturaleza de la energía nuclear en manos humanas. Calculamos que nuestro mayor misil, el R-36M, era tan poderoso como 100 Chernobyls. El R-36M era la cabeza nuclear que los estadounidenses más temían y teníamos 2.700 de ellos (…) imaginen la destrucción.»
Mijaíl Gorbachov en documental El desastre de Chernobyl, Discovery Channel

En 2006, Rusia conservaba al menos 85 misiles ICBM R-36M modelo 4 activos. El exministro de Defensa y vicepresidente del Gobierno de Rusia, Serguéi Ivánov, anunció que un número significativo de estas unidades continuarían activas durante largo tiempo, hasta su retiro de servicio y reemplazo programado por otro modelo de misil ICBM más moderno.
En plena crisis post-bélica de Georgia, el presidente Vladímir Putin señaló que este soberbio misil ICBM debería permanecer en activo hasta el año 2036, para cuando se haya totalmente sustituido por un nuevo misil de parecidas características, a la vieja usanza, de combustible líquido y de diseño mirvado independiente múltiple, con capacidad de transporte múltiple MIRV pero con una mejora sustancial, su etapa final tendría invisibilidad radárica y su vehículo de reentrada, capaz de burlar el Escudo antimisiles estadounidense, dotándole de más "globos" y ECM activas, pasivas y señuelos falsos y artefactos metálicos, e incluso polvo de Bario (Ba) para "empastar" el cribado enemigo y desviar su "agujero" hacia trayectorias distorsionadas fratricidas, para aumentar su capacidad de alcance de los objetivos enemigos.
Para elló ordenó el 28 de agosto de 2008, un test del misil ICBM en Baikonur, que culminó con éxito rotundo a pesar de su longeva hoja de servicios. Este test del misil ICBM sirvió para determinar el "briefing" al que habría de someterle, y para que estuviesen "acomodados" con urgencia para el año 2016 con los nuevos programas Up-grade de los misiles. También sirvió para una demostración de fuerza ante Estados Unidos y la OTAN por el asunto georgiano y la secesión de Abjasia y Osetia del Sur, que han pasado a ser protectorados rusos, al igual como la secesión kosovar, actualmente un mero protectorado de la Alianza.[cita requerida]
En Venezuela durante los ejercicios militares conjunto realizados en el 2018 se trajeron misiles R-36M (en ruso, Р-36М, designación GRAU: 15A14 y 15A18, designación OTAN: SS-18 Satan o Voivoda) los mismos se encuentran desplegados en las llanos venezolanos y el desierto en la cordillera de la costa en el estado Falcon.[cita requerida]

## Modelos pacíficos
Algunos R36 han sido modificados para llevar satélites ligeros a órbitas bajas de la tierra desde el Cosmódromo de Baikonur, que pueden ser lanzados desde silos subterráneos en forma económica y efectiva, por su potencia y capacidad de carga, estos son los misiles más potentes jamás construidos por la Unión Soviética, durante la Guerra Fría contra Estados Unidos, que todavía están operativos en Rusia. Como tal, su destino final, tras ser sucesiva y pausadamente reemplazados con el RS-28 Sarmat, será el de su desguace, a vistas de ser reaprovechados sus materiales.
Ucrania todavía produce algunos cohetes R36 modificados para uso pacífico: los lanzadores espaciales Dnepr-1, para lanzar satélites espaciales en un cohete militar ICBM.[cita requerida]
Rusia y Ucrania tuvieron un programa de lanzamiento de satélites civiles basado en el uso de un misil ICBM reconvertido, usándolos desde un silo militar de lanzamiento, haciendo uso como lanzadores subterráneos, para el programa espacial del cohete Dnepr-1. Para ello, la parte del cono nuclear era retirada del misil y en su lugar se instalaban cápsulas que contenían varios satélites civiles ligeros, aprovechando la gran potencia de dicho vector, para luego ser transportados hasta la estratósfera y ser puestos en órbita desde anteriores vehículos militares ahora adaptados como lanzaderas espaciales. Esta fue la primera aplicación civil de un misil ICBM desactivado como tal.[cita requerida]